# Let's Stay Together
«Let's Stay Together» es una canción de Al Green de su álbum de 1972 del mismo título. Se publicó como sencillo en 1971, el tema alcanzó el puesto # 1 en el Billboard Hot 100, se mantuvo en las listas durante 16 semanas y también encabezó la de R & B durante nueve semanas. Fue clasificada en el puesto 60 por la revista Rolling Stone en su lista de las 500 mejores canciones de todos los tiempos. 

## Versión Tina Turner
Let's Stay Together por Tina Turner.
En la segunda colaboración de Tina Turner con la productora del equipo británico BEF/Heaven 17 (después de "Ball of Confusion" en 1982) su cover de Let's Stay Together sirvió como su sencillo de regreso hacia finales del año 1983. LLegó al puesto #26 en los EE. UU. Hot 100. Ocupó el puesto #6 en el Reino Unido (un lugar más alto al original de Al Green) y se convirtió en la tercera vez que Turner alcanzó el Top Ten del Reino Unido (las dos primeras junto a su exesposo Ike Turner con "River Deep, Mountain High" y "Los límites de ciudad Nutbush").
Esta versión de Tina Turner también fue #1 en el US Dance Chart. En ese momento la canción se había convertido en su más exitoso solo editado en simple y fue incluido en el álbum multiplatino Private Dancer, publicado unos meses más tarde en la primavera de 1984.
(traducción del artículo en inglés)

## Aparición en otros medios
La canción fue utilizada en la película de Quentin Tarantino de 1994, Pulp Fiction, en una escena entre Bruce Willis y Ving Rhames.

## Posiciones

### Al Green - 1972
| Listas     | Semana posición |
| ---------- | --------------- |
| UK         | 7               |
| US Hot 100 | 1               |
| US R&B     | 1               |

### Tina Turner - 1983
| Listas      | Semana posición |
| ----------- | --------------- |
| Australia   | 19              |
| Germany     | 18              |
| Ireland     | 15              |
| Netherlands | 4               |
| New Zealand | 4               |
| Switzerland | 28              |
| UK          | 6               |
| US Hot 100  | 26              |
| US R&B      | 3               |
| US Dance    | 1               |

- Datos: Q1129496